# Akaciabatis
Akaciabatis (Batis orientalis) är en fågel i familjen flikögon inom ordningen tättingar.

## Utseende och läte
Akaciabatis är en typisk medlem av sitt släkte, med svart, vit och grå fjäderdräkt. Noterbart är ett tydligt bröstband, svart hos hanen och kastanjebrun hos honan. Arten är mycket lik svartkronad batis och skiljs bäst på lätet, med uppvisar vanligen ljusare grå hjässa. Den liknar äben dvärgbatis, men är större och det vita ögonbrynsstrecket sträcker sig en bra bit bakom ögat. Sången består av en fallande serie med en lång rad visslade toner.

## Utbredning och systematik
Akaciabatis förekommer från nordöstra Nigeria till norra Sudan och norra Kenya. Den delas in i fyra underarter med följande utbredning:
- Batis orientalis bella – norra Eritrea och östra Etiopien till Djibouti, norra Somalia och norra Kenya
- Batis orientalis orientalis – centrala Eritrea till norra Etiopien
- Batis orientalis chadensis – nordöstra Nigeria till Kongo-Kinshasa, Tchad, Sudan och västra Etiopien
- Batis orientalis lynesi – norra Sudan (östra al-Bahr al-Ahmar)

Underarten bella inkluderas ofta i nominatformen.

## Levnadssätt
Akaciabatis hittas i torr savann och törnbuskmarker. Den ses ofta i par.

## Status
Arten har ett stort utbredningsområde och beståndet anses stabilt. Internationella naturvårdsunionen IUCN listar den därför som livskraftig (LC).